# Köýtendag (huyện)
Köýtendag là một huyện thuộc tỉnh Lebap, miền đông Turkmenistan. Trung tâm hành chính của huyện là thành phố cùng tên.

## Địa lý
Huyện có khu bảo tồn thiên nhiên Köýtendag, được thành lập vào năm 1986. Nó nằm trong dãy Köýtendag và có diện tích 271,4 km2. Huyện này cũng là địa điểm của "Cao nguyên khủng long", một dòng bùn thời tiền sử lưu giữ dấu chân 160 triệu năm tuổi của một số loài khủng long.